# 松本永倫子
松本 永倫子（まつもと えりこ、1976年1月18日 - ）は、神奈川県出身の日本の女優である。別にシンガーの顔を持つ。梁石日 原作の『夜を賭けて』のオーディションにて応募総数約5000人の中からメインキャストに選ばれる。その後は映画・舞台などに出演し、劇団夜想会の作品にも多数客演。2010年に芸能活動を一時休止したが、2022年に芸名をERINNに改め、舞台を中心に活動を再開した。

## 来歴・人物
共立女子大学在学中よりバンド活動を開始、インディーズ等で活躍。2000年の初舞台をきっかけに女優に転向し、その後数々の舞台・映画・ドラマなどに出演する。

## 出演作品

### 映画
- 夜を賭けて（2002年、シネカノン） - 娼婦 田山静香 役
- 小春小町（2004年） - ヒロイン 石原由美 役
- 濡れた赫い糸（2005年） - 娼婦 春子 役
- 艶恋師（2007年） - 芸者 綾香 役
- あばしり一家 THE MOVIE（2009年） - 戦闘員エリ 役

### テレビドラマ
- 安全牌（2001年、NHK） - 西村美保 役

### 舞台
- リレイヤーⅢ（2000年） - つぐみ 役
- ハルちゃん（2001年） - 青木玲子 役
- タワーリングライフ（2002年） - エリ 役
- 居残り佐平次（2002年） - おつや 役
- 私とわたしとあなたと私（2002年） - ポタン 役 と 鈴木洋子 役(二人芝居)
- 虹の降る場所（2002年） - 主人公の婚約者 役
- REBIRTH（2003年） - リポーター 役
- 算段兄弟（2003年） - 妹 役
- BP（2005年） - 砂漠の女 役
- ラフカット2005 『震度２』（2005年） - 麗子 役
- 石井節子のパッとしない一日（2006年） - 藤本樹子 役
- SAKANA（2006年） - けい子 役
- 龍馬は戦場に行った（2006年） - 黒蜥蜴 役
- わるいひと（2007年） - アリエル 役
- beyond the document ～渇望と裁き（2008年） - 松前志乃 役
- ひなかの金魚（2008年） - よう子 役
- 三人姉妹（2008年） - ナターシャ 役
- 夏の夜の夢（2008年） - ヘレナ 役
- 超恋愛喜劇３（2008年）- 秘書　役
- 俺は君のためにこそ死ににいく（2009年） - 田端良子 役
- kabutomushi（2009年） - よう子 役
- みまもり刑事Z フラッシュ!（2009年）
- めぐみへの誓い（2010年） - 梅花 役

- 俺は、君のためにこそ死にに行く（2022年）_ 松井　役
- B機関 第6回公演「狂人教育」（2022年）
- 祖国への挽歌 （2023年）_ マリア　役
- 拉致問題啓発舞台劇公演「めぐみへの誓い―奪還―」（2022年 - 2024年）梅花　役
- 祖国への挽歌（2025年8月26日 - 31日、三越劇場） - マリア 役

### WEBシネマ
- あなたがそこにいてほしい（2004年） - 主演・ユリ 役

### 携帯ドラマ
- 最恐ダーリン（2009年） - 教師・斉藤 役

### CM
- 花王「ベリーベリー」
- 花王「アロマドライブ」

#### ラジオ
- ネリチャギ - 2002年10月～2004年3月　（ミュージックバード ）
- CANCANパラダイス - 2001年4月〜9月　（ミュージックバード ）
- シーサイドカフェ828 （鎌倉エフエム放送 ） 2008年12月〜

#### アニメ
- デザートランド　『ロボットファミリー』 （2002年）- ロボットのお母さんと妹の2役